# Pigeon Reef
Pigeon Reef (även Tennent Reef), (vietnamesiska: Đá Tiên Nữ och kinesiska: 无乜礁; pinyin: Wumie Jiao) är ett omtvistat rev i sydvästra delen av Spratlyöarna i Sydkinesiska sjön.
Sedan 1988 ockuperas revet av Vietnam.